# Bohumíra
Bohumíra je ženské křestní jméno slovanského původu s významem „mír Bohu“ nebo „mír boží“. Podle českého kalendáře má svátek 8. listopadu. Domácí oslovení je Bohumírka, Bohunka, Bohuška a Mirka. Mužským ekvivalentem je Bohumír. Podobným jménem je Bohumila.

## Osobnosti
- Bohumíra Ježková-Vacková (1904–1969), česká malířka, krajinářka
- Bohumíra Kopečná, česká státní zástupkyně